# طرفه بنت فيصل بن تركي آل سعود
الأميرة طرفة بنت فيصل بن تركي آل سعود هي أصغر بنات الإمام فيصل بن تركي بن عبد الله آل سعود.
زوجة الأمير ناصر بن سعود بن فرحان آل سعود ووالدة الأمير محمد بن ناصر بن سعود بن فرحان آل سعود، شارك الأمير ناصر بن سعود في تأسيس الدولة السعودية الثالثة مع الملك عبد العزيز وقد كان الملك يستشيره في أمور كثيرة تخص الدولة. كان الملك عبد العزيز يناديه (يا عم) حيث أنه كان أكبر الرجال المشاركين في تأسيس الدولة السعودية.

## المصدر
نساء شهيرات من نجد-دلال الحربي، دارة الملك عبد العزيز, حفيدتها غادة بنت فهد